# 中華人民共和国国防部部長
中華人民共和国国防部部長（ちゅうかじんみんきょうわこくこくぼうぶぶちょう、簡体字：中华人民共和国国防部部长、繁体字：中華人民共和國國防部部長、英語：Minister of National Defense of the People's Republic of China）は、国防部の長たる官職。日本のメディアでは中国国防相と通称されることが多い。防衛省は中国側と同じく国防部長と呼称している。歴代の国防部部長は第5代の耿飈を除く中国人民解放軍の現役軍人が務めている。
文革期に4年間空席となったほか、第13代部長の李尚福は2カ月足らず動静不明になったのちに2023年10月24日に解任が発表され、同年12月29日になってようやく後任に董軍が任命されている。

## 設立
1954年9月の第1期全国人民代表大会第1回会議の決議により設立された。1980年代以降の国防部部長は国務委員（副首相級）に併任され、中央軍事委員会委員レベル以上の軍人が務めている。1988年の階級制度復活以降の国防部の歴代部長の階級は全て上将である。魏鳳和がロケット軍出身である他は全て陸軍の軍人であり、海軍・空軍の出身者はいない。なお現在では国防部の所管事項は多くは無く、中国人民解放軍の軍政業務の多くは党中央軍事委員会が担っている。国防次官に相当する国防部副部長は現在設置されていない。

## 歴代国防部部長
| 代 | 肖像 官姓名                                         | 出身地              | 就任前の経歴                                                                          | 在任期間                      | 在任中の兼職                                                                                             | 在任時の国務院総理 | 在任時の中央軍事委員会主席 | 任期中の出来事                                                 | 退任後の経歴                                                              |
| -- | --------------------------------------------------- | ------------------- | ------------------------------------------------------------------------------------- | ----------------------------- | --- | ------------------ | -------------------------- | -------------------------------------------------------------- | ------------------------------------------------------------------------- |
| 1  | 彭徳懐 元帥                                         | 湖南湘潭            | 中央人民政府人民革命軍事委員会副主席 中国人民志願軍指令員兼政治委員                   | 1954年9月28日－1959年9月17日  | 中共中央政治局委員 国務院副総理 中華人民共和国国防委員会副主席                                           | 周恩来             | 毛沢東                     | 1958年8月23日金門砲戦                                          | 廬山会議で解任 彭徳懐反党集団一味として粛清                               |
| 2  | 林彪 元帥 （1965年の在任中に階級制度廃止）          | 湖北黄岡            | 国務院副総理 国防委員会副主席                                                         | 1959年9月17日－1971年9月13日  | 中国共産党章程が定める毛沢東の後継者 “副統帥” 中国共産党中央委員会副主席 中共中央軍委副主席 国務院副総理 | 周恩来             | 毛沢東                     | 中印戦争 珍宝島事件 林副主席指示第一号令 九一三事件            | 九一三事件でソ連に亡命を企てたが失敗し死亡                                |
| 3  | 葉剣英 元帥 （階級制廃止中）                        | 広東梅県 （客家人） | 国防委員会副主席                                                                      | 1975年1月17日－1978年2月26日  | 中共中央副主席 中共中央軍委副主席                                                                        | 周恩来→華国鋒      | 毛沢東 華国鋒              | 北京政変                                                       | 中共中央副主席 全国人大常委会委員長 中共中央軍委副主席 国家中央軍委副主席 |
| 4  | 徐向前 元帥 （階級制廃止中）                        | 山西五台            | 第三至四届全国人大常委会副委員長 国防委員会副主席                                     | 1978年2月26日－1981年3月6日   | 中共中央政治局委員 国務院副総理 中共中央軍委副主席                                                       | 華国鋒→趙紫陽      | 華国鋒 鄧小平              | 1979年1月1日に金門砲戦の停止を命令 中越戦争                    | 中共中央政治局委員、中共中央軍事委員会副主席 国家中央軍委副主席           |
| 5  | 耿飈 （階級制廃止中）                               | 湖南醴陵            | 中共中央軍委常務委員兼秘書長                                                          | 1981年3月6日－1982年11月19日  | 中共中央政治局委員 国務院副総理→国務委員                                                                 | 趙紫陽             | 鄧小平                     | 習近平は耿の秘書をつとめていた                                 | 第六届全国人大会常委員会副委員長、全国人大外事委員会主任委員              |
| 6  | 張愛萍 上将 （階級制廃止中）                        | 四川達県            | 副総参謀長                                                                            | 1982年11月19日－1988年4月12日 | 国務院副総理 中共中央軍委副秘書長 国家中央軍委委員                                                       | 趙紫陽             | 鄧小平                     | 百万大裁軍 赤瓜礁海戦                                          | 中共中央顧問委員会常委会委員                                              |
| 7  | 秦基偉 上将 （1988年9月に階級制復活に伴い上将任官） | 湖北紅安            | 北京軍区司令員                                                                        | 1988年4月12日－1993年3月29日  | 中共中央政治局委員 国務委員 中共中央軍委委員 国家中央軍委委員                                            | 李鵬               | 鄧小平 江沢民              | 六四事件                                                       | 第八回全国人大常委会副委員長                                              |
| 8  | 遅浩田 上将                                         | 山東招遠            | 総参謀長                                                                              | 1993年3月29日－2003年3月17日  | 国務委員 中共中央軍委副主席 国家中央軍委副主席 《中華人民共和国国防法》起草委員会主任                    | 李鵬→朱鎔基        | 江沢民 胡錦濤              | 江沢民が軍の営利事業の廃止を命令 1996年台湾海峡危機 海南島事件 | 一切の公務より引退                                                        |
| 9  | 曹剛川 上将                                         | 河南舞陽            | 国防科工委主任 →初代中国人民解放軍総装備部部長                                        | 2003年3月17日－2008年3月17日  | 中共中央政治局委員 国務委員 中共中央軍委副主席 国家中央軍委副主席                                        | 温家宝             | 胡錦濤                     | 胡温体制に移行                                                 | 公務より引退                                                              |
| 10 | 梁光烈 上将                                         | 四川三台            | 20軍軍長 →54軍軍長 →北京軍区参謀長→副司令員 →瀋陽軍区司令員 →南京軍区司令員 →総参謀長 | 2008年3月17日－2013年3月16日  | 国務委員 中共中央軍委委員 国家中央軍委委員                                                               | 温家宝             | 胡錦濤 習近平              | 主持軍委日常工作 被部分中国网民樹為軍内鷹派典型，編伝大量段子  | 引退                                                                      |
| 11 | 常万全 上将                                         | 河南南陽            | 47軍軍長 →北京軍区参謀長 →瀋陽軍区司令員 →総装備部部長                                | 2013年3月16日—2018年3月19日   | 国務委員 中共中央軍委委員 国家中央軍委委員                                                               | 李克強             | 習近平                     | 深化国防和軍隊改革                                             | 引退                                                                      |
| 12 | 魏鳳和 上将                                         | 山東茌平            | 副総参謀長 →第二砲兵司令員 →ロケット軍司令員                                          | 2018年3月19日—2023年3月11日   | 国務委員 中共中央軍委委員 国家中央軍委委員                                                               | 李克強             | 習近平                     | 2022年中国人民解放軍による台湾周辺での軍事演習                 | 引退                                                                      |
| 13 | 李尚福 上将                                         | 四川成都            | 総装備部長 →戦略支援部隊参謀総長 →中国有人宇宙飛行計画総司令官                        | 2023年3月11日—2023年10月24日  | 国務委員 中共中央軍委委員 国家中央軍委委員                                                               | 李強               | 習近平                     |                                                                |                                                                           |
| 14 | 董軍 上将                                           | 山東煙台            | 東シナ海艦隊副司令員 →海軍副参謀長 →南部戦区副司令員 →海軍副司令員 →海軍司令員        | 2023年12月29日—（現職）       | | 李強               | 習近平                     |                                                                |                                                                           |